# Alliance française au Brésil

Logo des Alliances françaises.

L’Alliance française au Brésil (A Aliança Francesa no Brasil) est un ensemble d'associations indépendantes sans but lucratif régies par le droit brésilien et agréées par la Fondation Alliance française, dont l'objectif est de promouvoir la langue et la culture française en proposant au public des cours de français et des programmes de formation de professeur et les certificats et diplômes afférents. Elles offrent aussi souvent des cours de portugais pour étrangers.

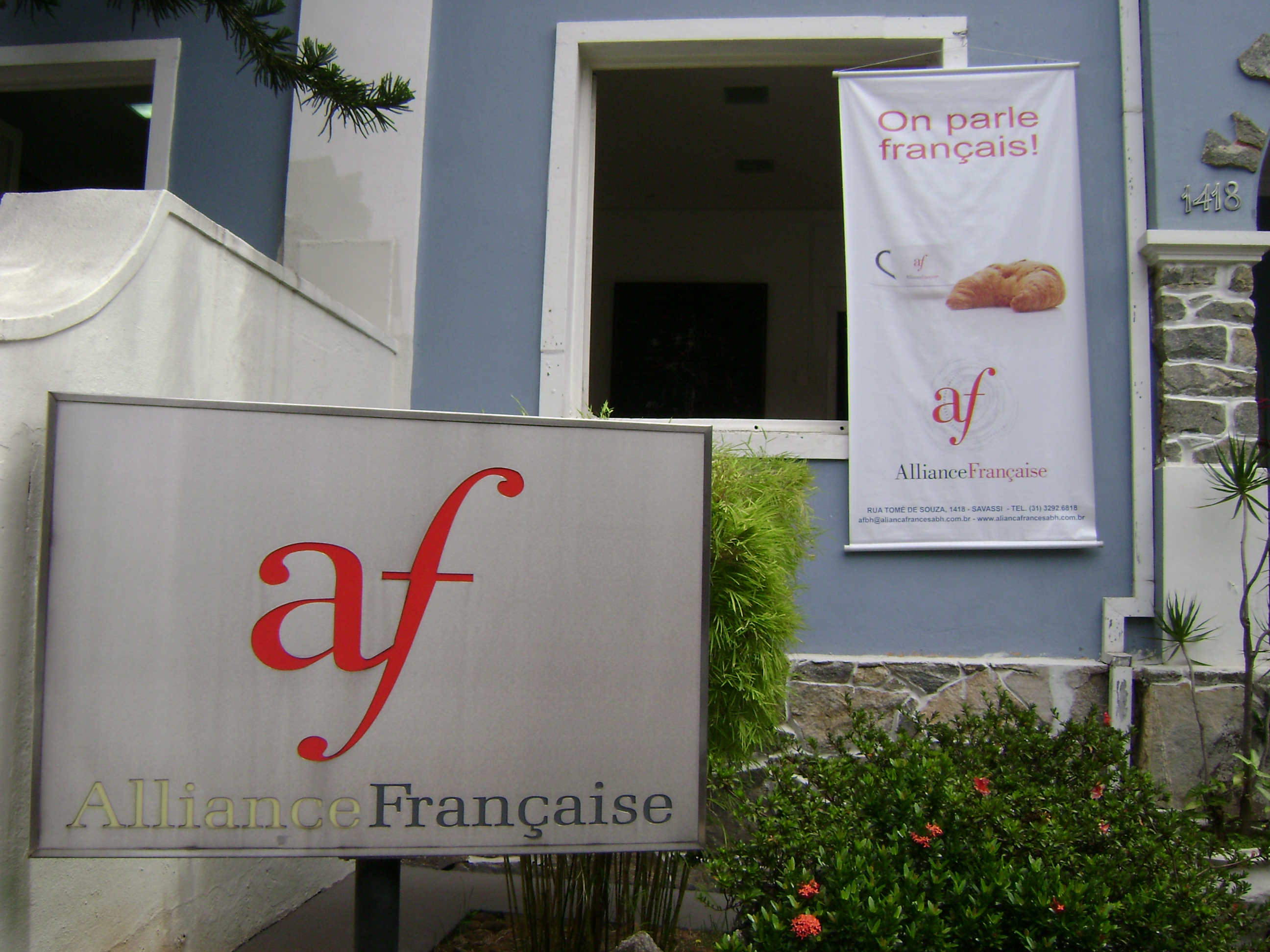
Antenne de l'Alliance française de Belo Horizonte, Minas Gerais.

Elles organisent également, avec le soutien des représentations des pays francophones et en partenariat avec des structures locales des manifestations artistiques et culturelles.

## Histoire
La tête de réseau (première Alliance française installée au Brésil) est l'Alliance française de Rio, créée en 1885.

## Organisation
Le réseau est animé par la Fédération des Alliances françaises du Brésil (FEBRAF), créée en 2001, et un délégué général nommé par la Fondation Alliance française de Paris, généralement un fonctionnaire français détaché du ministère de l'Éducation nationale ou du ministère de la Culture et rémunéré par le ministère français chargé des Affaires étrangères.

## Composition du réseau
Actuellement, le réseau compte quarante associations et soixante-sept unités dans presque tous les États du Brésil.
Liste des implantations :
- Alliance française d'Aracaju[4]
- Alliance française d'Araraquara[5]
- Alliance française de Belém[6]
- Alliance française de Belo Horizonte[7]
- Alliance française de Blumenau[8]
- Alliance française de Brasília[9]
- Alliance française de Campinas - Antenne de Cambuí[10]
- Campinas - Antenne de Barão Geraldo[10]
- Alliance française de Campo Grande[11]
- Alliance française de Caxias do Sul[12]
- Alliance française de Curitiba - Antenne de Centro[13]
- Curitiba - Maison de France / A Fábrika[13]
- Alliance française de Florianópolis[14]
- Alliance française de Fortaleza[15]
- Alliance française de Foz do Iguaçu[16]
- Alliance française de Franca (Antenne de l’AF Ribeirão Preto)[17]
- Alliance française de Goiânia[18]
- Grand Abc / Santo André[19]
- Alliance française de Jaboticabal (Antenne de l’AF São Carlos)[20]
- Alliance française de João Pessoa[21]
- Joinville[22]
- Alliance française de Juiz de Fora[23]
- Alliance française de Jundiaí[24]
- Alliance française de Macaé[25]
- Alliance française de Maceió[26]
- Alliance française de Manaus[27]
- Natal[28]
- Alliance française de Niterói[29]
- Norte Paraná - Antenne de Arapongas[30]
- Norte Paraná - Antenne de Londrina[30]
- Norte Paraná - Antenne de Maringá[30]
- Alliance française de Nova Friburgo[31]
- Alliance française de Ouro Preto (Minas Gerais)[réf. nécessaire]
- Alliance française de Petrópolis[32]
- Alliance française de Porto Alegre - Moinhos de Vento[33]
- Alliance française de Recife - Antenne de Derby[34]
- Alliance française de Ribeirão Preto[35]
- Alliance française de Rio de Janeiro – Direction générale[36]
- Rio de Janeiro - Alliance Objectifs[36]
- Rio de Janeiro - Antenne de Barra da Tijuca[36]
- Rio de Janeiro - Antenne de Botafogo[36]
- Rio de Janeiro - Antenne de Campo Grande[36]
- Rio de Janeiro - Antenne de Centro[36]
- Rio de Janeiro - Antenne de Copacabana[36]
- Rio de Janeiro - Antenne de Ipanema[36]
- Rio de Janeiro - Antenne de Norte Shopping[36]
- Rio de Janeiro - Antenne de Recreio[36]
- Rio de Janeiro - Antenne de Tijuca[36]
- Salvador - Antenne de Vitória (pt)[37]
- Salvador - Antenne de Caminho das Árvores[37]
- Alliance française de Santos[38]
- Alliance française de São Carlos - Centro de Língua, Cultura e Civilização Francesas[39]
- São Gonçalo[40]
- Alliance française de São João del Rei - Antenne de l'AF de Ouro Preto
- Alliance française de São José Dos Campos[41]
- São Luís - Maison de France Maranhão[42]
- Alliance française de São Paulo – Direction générale[43]
- São Paulo - Antenne de Butantã[43]
- São Paulo - Antenne de Brooklin[43]
- São Paulo - Antenne de Centro[43]
- São Paulo - Antenne de Jardins - Trianon[43]
- São Paulo - Antenne de Vila Madalena / Sumaré[43]
- São Paulo - Antenne de Vila Mariana[43]
- São Paulo - Antenne de Tatuapé[43]
- Teresópolis - Antenne de l’AF de Rio de Janeiro École Rousseau[36]
- Alliance française de Viçosa[réf. nécessaire]
- Vitória[44]